# FreeMove

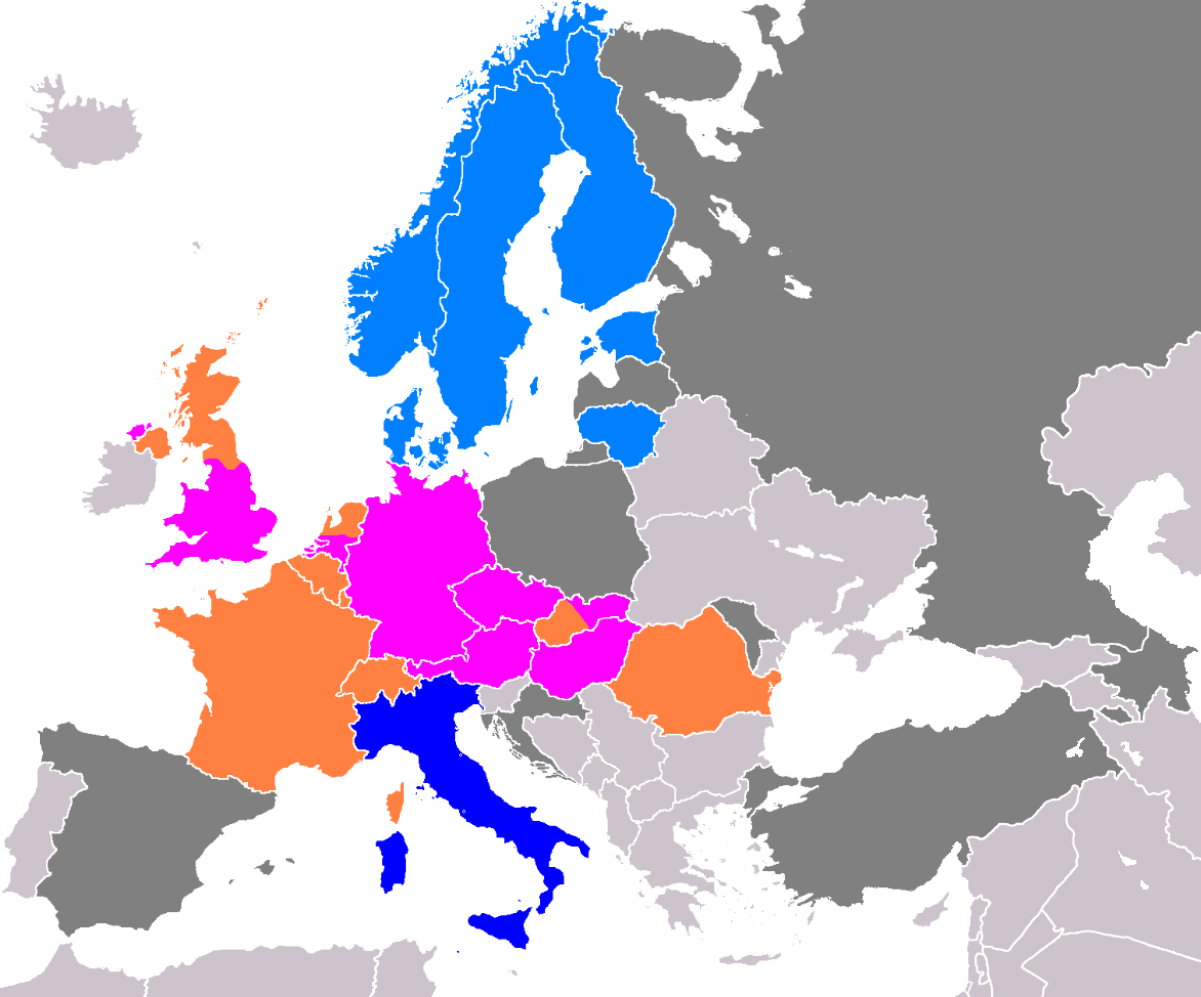
Verspreiding (2006):
Lichtblauw: TeliaSonera
Roze: T-Mobile
Oranje: Orange
Donkerblauw: TIM

FreeMove is een samenwerking tussen de grote internationale telefoonaanbieders Telia, TIM (Telecom Italia Mobile), T-Mobile Nederland en Orange. De samenwerking heeft als doel om mobiel bellen in het buitenland eenvoudiger, inzichtelijker en beter controleerbaar te maken voor internationaal opererende bedrijven (ofwel de multinationals). De samenwerking omvat ongeveer 170 miljoen mobiele gebruikers uit 20 Europese gebieden en 230 miljoen klanten wereldwijd.